# نانسی میتفورد
نانسی فریمن میتفورد (انگلیسی: Nancy Mitford; ۲۸ نوامبر ۱۹۰۴ – ۳۰ ژوئن ۱۹۷۳) معروف به نانسی میتفورد رمان‌نویس، زندگی‌نامه‌نویس و روزنامه‌نگار انگلیسی بود. او که بزرگ‌ترین فرزند خانواده میتفورد بود، به عنوان یکی از «جوانان روشنفکر» در صحنه اجتماعی لندن در دوره میان‌دوجنگ تلقی می‌شد. او چندین رمان در مورد زندگی جامعه طبقات بالا در انگلیس و فرانسه نوشت و به عنوان یک طنزپرداز تند و اغلب تحریک آمیز شناخته می‌شود. او همچنین به عنوان نویسنده زندگی‌نامه‌های تاریخی محبوب شهرت دارد.
میتفورد از دوران کودکی ممتازی به عنوان دختر بزرگ برخوردار بود. پدرش دیوید فریمن-میتفورد، بعدها دومین بارون رددیل شد. او که به صورت خصوصی تحصیل کرده بود، قبل از انتشار اولین رمان خود در سال ۱۹۳۱، هیچ آموزش به عنوان نویسنده نداشت. این تلاش اولیه و سه تلاشی که به دنبال آن انجام شد، شور و هیجان کمی ایجاد کرد. دو رمان نیمه اتوبیوگرافیک او پس از جنگ، تعقیب عشق (۱۹۴۵) و عشق در آب و هوای سرد (۱۹۴۹) شهرت او را تثبیت کردند.
ازدواج میتفورد با پیتر راد (۱۹۳۳) برای هر دو رضایت بخش نبود. آنها در سال ۱۹۵۷ پس از یک جدایی طولانی طلاق گرفتند. در طول جنگ جهانی دوم، او با یک افسر فرانسه آزاد، گاستون پالوسکی، که عشق زندگی او بود، رابطه برقرار کرد. پس از جنگ، میتفورد در فرانسه اقامت گزید و تا زمان مرگش در آنجا زندگی کرد و از طریق نامه‌ها و ملاقات‌های منظم با بسیاری از دوستان انگلیسی خود ارتباط برقرار کرد.
در طول دهه ۱۹۵۰، میتفورد مفهوم زبان «U و غیر یو» ("U" (upper) and "non-U") را توسعه داد، که به موجب آن منشأ و جایگاه اجتماعی با کلماتی که در گفتار روزمره استفاده می‌شوند شناسایی می‌شدند و بخشی از اصطلاحات گفتمان رایج گویش‌های اجتماعی در بریتانیا در دهه ۱۹۵۰ بود. او این کار را به عنوان یک شوخی در نظر گرفته بود، اما بسیاری آن را جدی گرفتند و میتفورد یک مرجع در آداب و تربیت و پرورش به حساب می‌آمد.
سال‌های بعدی او تلخ و شیرین بود، موفقیت مطالعات زندگی‌نامه‌ای او دربارهٔ مادام دو پومپادور، ولتر و لوئی چهاردهم در تضاد با شکست نهایی رابطه او با پالوسکی بود. از اواخر دهه ۱۹۶۰ سلامت او رو به وخامت گذاشت و چندین سال قبل از مرگش در سال ۱۹۷۳ بیماری دردناکی را تحمل کرد. وی همچنین برندهٔ جوایزی همچون لژیون دونور شده‌است.

## خانواده میتفورد
قدمت خانواده میتفورد مربوط به دوران نورمن است، زمانی که سر جان دی میتفورد قلعه میتفورد را در نورثامبرلند حفظ کرد. بعدها سر جان چندین منصب عمومی مهم را در اواخر قرن چهاردهم و اوایل قرن پانزدهم بر عهده داشت و خانواده سنت خدمات عمومی را برای نسل‌های زیادی حفظ کردند. در قرن هجدهم ویلیام میتفورد یک مورخ کلاسیک برجسته بود که مسئول تاریخ قطعی یونان باستان بود. نوه بزرگ او الگرنون فریمن‌میتفورد، متولد ۱۸۳۷ و معروف به «برتی»، دیپلمات و جهانگردی بود که از سال ۱۸۷۴ تا ۱۸۸۰ در دومین وزارتخانه دیزرائیلی سمت کوچکی داشت.
در سال ۱۸۷۴ با کلمنتینا، دومین دختر دیوید اوگیلوی، دهمین ارل ایرلی ازدواج کرد، پیوندی که خانواده میتفوردها را به برخی از برجسته‌ترین خانواده‌های اشرافی بریتانیا پیوند می‌داد. بلانچ اوگیلوی، خواهر بزرگ کلمنتینا، همسر سر هنری مونتاگ هوزیر به یک تاجر تبدیل شد. چهار فرزند آنها شامل دختران کلمنتین چرچیل ("کلمی") بود که در سال ۱۹۰۸ با نویسنده و سیاست مدار بریتانیایی وینستون چرچیل نخست‌وزیر آینده بریتانیا ازدواج کرد و نلی که با برترام رومیلی ازدواج کرد.
حاصل ازدواج برتی میتفورد پنج پسر و چهار دختر بود. کار او در خدمات دولتی در سال ۱۸۸۶ به پایان رسید، زمانی که پس از مرگ پسر عموی خود، ثروت قابل توجهی را به ارث برد. شرط ارث این بود که او نام خانوادگی «فریمن میتفورد» را انتخاب کند. او خانه بتسفورد را در گلاسترشایر، مقر روستایی خانواده را بازسازی کرد. در دهه ۱۸۹۰ برای مدت کوتاهی به عنوان نماینده حزب محافظه‌کار خدمت کرد و در اوقات فراغت خود را وقف کتاب، نوشته‌ها و سفر می‌کرد. در سال ۱۹۰۲، او به عنوان بارون ردسدیل به مقام اول رسید، عنوانی که قبلاً در خانواده وجود داشت اما در سال ۱۸۸۶ از بین رفته بود.